# Omphalotus
Omphalotus Fayod – rodzaj grzybów z rodziny Omphalotaceae. W Polsce nie występują przedstawiciele tego rodzaju. 

## Systematyka i nazewnictwo
Pozycja w klasyfikacji według Index Fungorum: Omphalotaceae, Agaricales, Agaricomycetidae, Agaricomycetes, Agaricomycotina, Basidiomycota, Fungi.
W niektórych atlasach grzybów opisywany jest pod polską nazwą kielichowiec.

## Gatunki
- Omphalotus illudens (Schwein.) Bresinsky & Besl 1979
- Omphalotus japonicus (Kawam.) Kirchm. & O.K. Mill. 2002
- Omphalotus lutescens Raithelh. 1988
- Omphalotus mangensis (Jian Z. Li & X.W. Hu) Kirchm. & O.K. Mill. 2002
- Omphalotus mexicanus Guzmán & V. Mora 1984
- Omphalotus nidiformis (Berk.) O.K. Mill. 1994
- Omphalotus olearius (DC.) Singer 1946
- Omphalotus olivascens H.E. Bigelow, O.K. Mill. & Thiers 1976
- Omphalotus subilludens (Murrill) H.E. Bigelow 1982

Wykaz gatunków (nazwy naukowe) na podstawie Index Fungorum.